# الغابات الجبلية في جنوب غرب الجزيرة العربية
الغابات الجبلية في جنوب غرب الجزيرة العربية هي منطقة بيئية من الغابات الجافة في شبه الجزيرة العربية.

## خلفية
تغطي المنطقة البيئية مساحة 86,900 كيلومتر مربع (33,600 ميل2)، تقع فوق ارتفاع 2000 متر في جبال عسير جنوب غرب المملكة العربية السعودية والمرتفعات الغربية في اليمن.

## النباتية

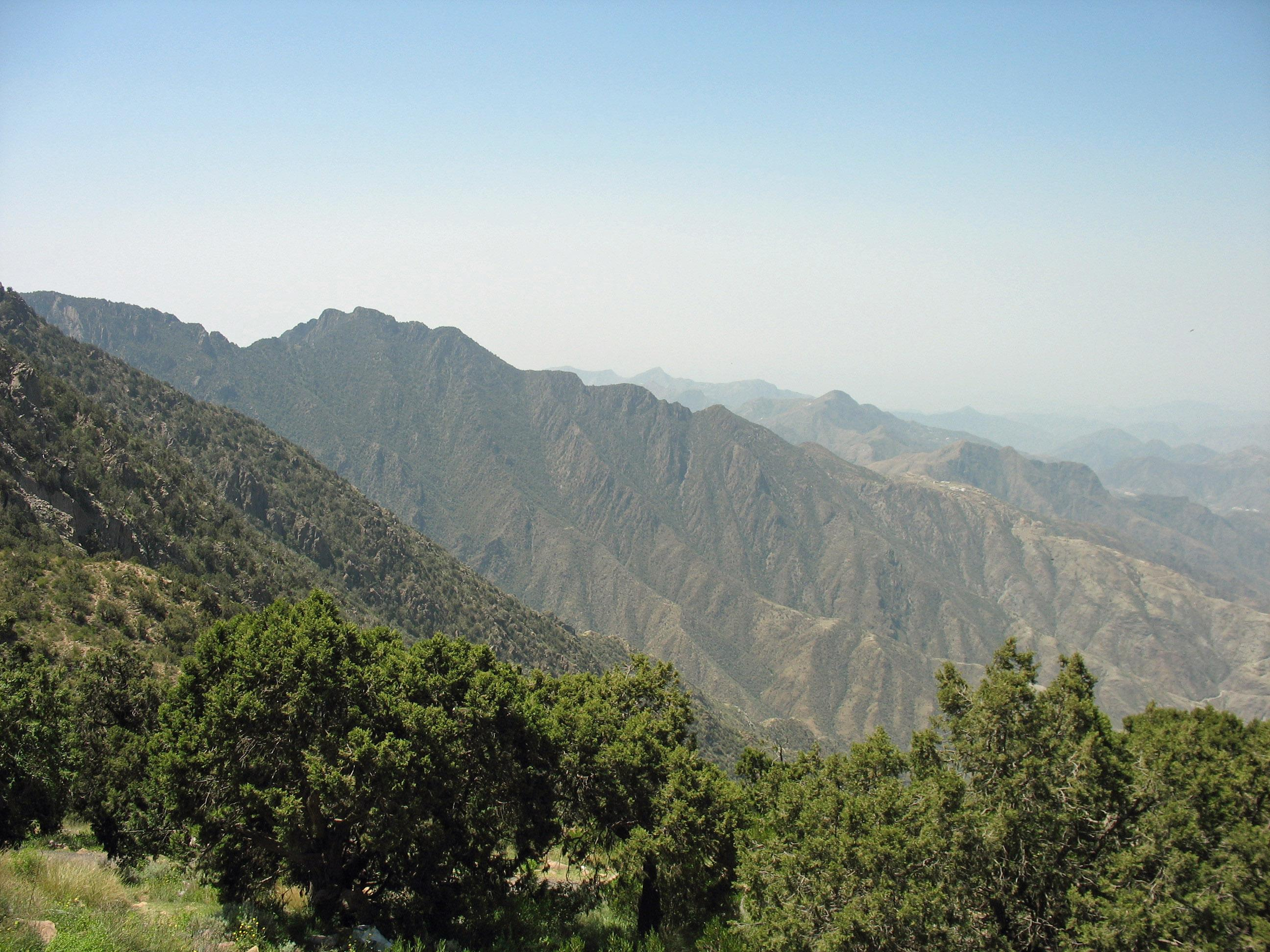
السودة، منطقة عسير - السعودية

النباتات تتغير مع الارتفاع. تقع الغابات دائمة الخضرة بين ارتفاع 2000 و2500 متر، مع زيتون أفريقي والكافور من الأشجار السائدة. يمكن العثور على غابات السحب التي يزيد ارتفاعها عن 2500 متر، والتي تتكون من شجيرات كبيرة وأشجار صغيرة، على المنحدرات الرطبة المواجهة للشمال، وتتكون في الغالب من عرعر طويل وحنقلان عربي، مغطاة بالأشنيات. على المنحدرات الأكثر جفافاً المواجهة للجنوب، تشيع غابات الشجيرات القزمة لـ العبال، شيخة، فربيون وغيرها.

## الحيوانات
يعتبر النمر العربي والذئب العربي في خطر شديد. تشمل الثدييات الأخرى قرد البابون، وعناق الأرض، والوبر الصخري، والضبع المخطط.

## روابط خارجية
- "Southwestern Arabian montane woodlands". Terrestrial Ecoregions. World Wildlife Fund.